# Emmanuelle Laborit
Pour l’article homonyme, voir Laborit.
Emmanuelle Laborit est une actrice, écrivaine et chansigneuse française, née sourde le 18 octobre 1971, à Paris 14e.
En 1993, elle est récompensée du Molière de la révélation théâtrale dans Les Enfants du silence et, depuis 2003, devient directrice de l'International Visual Theatre.

## Biographie

### Jeunesse
Emmanuelle Laborit est née  le 18 octobre 1971, dans le 14e arrondissement de Paris. Née sourde, elle est la petite-fille du scientifique, Henri Laborit, (1914-1995) et la fille du psychanalyste et psychiatre, Jacques Laborit. Elle a eu la chance d'être bien entourée par sa famille. À 7 ans, grâce à son père, elle apprend la langue des signes, ce qui lui ouvre une porte vers le monde extérieur. De 13 à 16 ans, elle connaît une période de révolte, mais finit par passer son bac, en 1992, après un deuxième essai. Sa sœur, Marie, lui est d'une aide précieuse. Entendante, cette dernière peut traduire les pensées de sa sœur à une autre personne et signe même avec elle, ce qui fait qu'elles sont très proches.

### Carrière
En 1993, elle reçoit un Molière de la révélation théâtrale pour son rôle dans Les Enfants du silence, adapté de la pièce américaine du même nom écrite par Mark Medoff : elle est la première comédienne sourde à avoir reçu, en France, une telle récompense. Elle devient aussi l'ambassadrice de la langue des signes en France (LSF).
Son livre autobiographique Le Cri de la mouette, publié en 1994, obtient le prix Vérité de la ville du Cannet, la même année.
Elle est membre du comité de parrainage de la Coordination française pour la Décennie de la culture de paix et de non-violence[Quand ?].
En 2003, déjà membre de l'International Visual Theatre (IVT) depuis 1979, elle succède à Alfredo Corrado, Thierry Jouno et Jean-François Labouverie, et prend la tête de l’établissement.
En 2007, elle installe l'IVT dans le neuvième arrondissement de Paris, à la Cité Chaptal, et inaugure la salle dans le rôle de Cordélia dans K. Lear, adaptation du Roi Lear de William Shakespeare réécrite et mise en scène par Marie Montegani,.
Le 27 novembre 2012, elle est décorée du grade d'officière de l'ordre des Arts et des Lettres par la ministre de la Culture et de la Communication Aurélie Filippetti.
À l'occasion de 40e anniversaire d’existence de l'International Visual Theatre, en réponse à une question du Parisien, elle constate que la culture sourde est « très fragile », mais qu'il y a un peu de progrès depuis sa création.

## Filmographie

### Cinéma

#### Longs métrages
- 1995 : Le Toit du monde de Felipe Vega
- 1996 : Au-delà du silence (Jenseits der Stille) de Caroline Link
- 1997 : La Vie silencieuse de Marianna Ucria (Marianna Ucrìa) de Roberto Faenza
- 1997 : Un air si pur... d'Yves Angelo
- 2000 : Retour à la vie de Pascal Baeumler
- 2000 : Marie-Line de Mehdi Charef
- 2001 : Amour secret (Stille Liebe) de Christoph Schaub
- 2002 : 11'09"01 - September 11 de Youssef Chahine, Amos Gitaï, Alejandro González Iñárritu, Shōhei Imamura, Claude Lelouch, Ken Loach, Samira Makhmalbaf, Mira Nair, Kilian Richard, Sean Penn, Danis Tanović
- 2013 : Avec nos yeux de Marion Aldighieri

### Télévision

#### Téléfilms
- 1994 : 3000 scénarios contre un virus de Fernand Moszkowicz
- 1996 : Le Propre de l'homme de Marc Rivière
- 2001 : L'Ami Fritz de Jean-Louis Lorenzi

## Théâtre

### En tant que comédienne
- 1981 : Voyage au bout du métro de Ralph Robbins
- 1992 : Les Enfants du silence de Mark Medoff, mise en scène Jean Dalric et Levent Beskardes
- 2008 : Pour un oui ou pour un non de Nathalie Sarraute, mise en scène Philippe Carbonneaux, avec Chantal Liennel, Jean-Philippe Labadie et Aristide Legrand
- 2009 : Parole perdue opéra, livret Jean Vermeil, musique Daniel Teruggi, mise en scène Jean-Claude Fall, Théâtre de Grammont
- 2017  : Dévaste-moi, mise en scène Johanny Bert, IVT
- 2024 : Tellement sympa, écrit et mis en scène par Jennifer Lesage-David, IVT.

### En tant que metteuse en scène
- 2010/2011 : Héritages, avec Simon Attia, Marc Berman et Thomas Lévêque. International Visual Theatre.
- 2014 ; La Reine-Mère, écrit avec Praline Gay-Para, IVT.

## Publication
- Emmanuelle Laborit (avec Marie-Thérèse Cuny), Le Cri de la mouette, Éditions Robert Laffont, Collect. Vécu, SA, Paris, 1994  (ISBN 2-2210-7673-7) , disponible sur Internet Archive

## Distinctions
- 2012 :  Officière de l'ordre des Arts et des Lettres

### Articles annexes / temporaires
- Histoire de la langue des signes
- Histoire des sourds
- International Visual Theatre